# Ouessant-Molène
Ouessant-Molène este o arie protejată (sit de importanță comunitară — SCI) din Franța întinsă pe o suprafață de 77.114 ha, din care 99 % marine.

## Localizare
Centrul sitului Ouessant-Molène este situat la coordonatele 48°22′21″N 4°54′43″W / 48.3725°N 4.91194°V.

## Înființare
Situl Ouessant-Molène a fost declarat arie specială de conservare în baza directivei 92/43 din 1992 referitoare la conservarea habitatelor naturale și a faunei și florei sălbatice pentru a proteja 2 specii de plante și 6 specii de animale.

## Biodiversitate
Situată în ecoregiunea atlantică, aria protejată conține 18 habitate naturale: Recifuri, Lagune de coastă, Pășuni atlantice udate de apa mării (Glauco-Puccinellietalia maritimae), Faleze cu vegetație de pe coastele atlantice și baltice, Dune mobile de-a lungul țărmului cu Ammophila arenaria („dune albe”), Vegetație anuală la limita mareei, Ape oligotrofe din câmpii nisipoase, cu un conținut foarte redus de minerale (Littorelletalia uniflorae), Salicornia și alte specii anuale care populează regiunile mlăștinoase și nisipoase, Mlaștini alcaline, Dune fixe decalcificate atlantice (Calluno-Ulicetea), Bancuri de nisip acoperite în permanență slab de apă marină, Pajiști uscate europene, Pante stâncoase silicioase cu vegetație casmofită, Dune de coastă fixe cu vegetație erbacee („dune gri”), Ape oligotrofe în general din solurile nisipoase vest-mediteraneene, cu un conținut foarte redus de minerale, cu Isoetes spp., Tufărișuri halo-nitrofile (Pegano-Salsoletea), Vegetație perenă pe țărmurile stâncoase, Dune mobile cu vegetație embrionară.
La baza desemnării sitului se află mai multe specii protejate:
- plante (2): Rumex rupestris, Trichomanes speciosum
- mamifere (6): liliac cârn (Barbastella barbastellus), Halichoerus grypus, vidră de râu (Lutra lutra), marsuin (Phocoena phocoena), liliacul mare cu potcoavă (Rhinolophus ferrumequinum), delfin mare (Tursiops truncatus)

Pe lângă speciile protejate, pe teritoriul sitului au mai fost identificate 11 specii de plante, 1 specie de amfibieni, 4 specii de mamifere.